# 洋溪镇 (宜兴市)
洋溪镇，是原中国江苏省宜兴市下辖的一个镇，2004年1月，洋溪镇并入周铁镇。洋溪位于宜兴市东部，东临太湖，西倚横荡河，北临周铁镇，西部与芳桥镇和扶风镇相接，南靠新庄镇，东北隔太湖与无锡马山相望。目前有渎边公路横贯南北，到宜兴市区和无锡的交通都很便利。

## 特产
洋溪出产萝卜，宜兴百合，是远近闻名的百合之乡。

## 行政區劃
九十年代末期江蘇省的鄉鎮與村的行政區劃進行大調整，此後本鎮本來都獨立為行政村的自然村進行大合併。2002年洋溪鎮也被倂入周鐵鎮。
本鎮的自然村落有新瀆、馬家圩、中準瀆、北準瀆、洋溪壩、洋溪瀆、莊家圩、舊瀆、陽巷村、黃柑瀆、師瀆、徐瀆、和瀆、邾瀆、下邾街、前莊村、曹瀆、歐瀆、毛瀆、沙塘港瀆。